# کمیته المپیک هندوراس
کمیته المپیک هندوراس (اسپانیایی: Comité Olímpico Hondureño‎) یک سازمان ورزشی است که نماینده کشور هندوراس در کمیته بین‌المللی المپیک می‌باشد.
این سازمان که در سال ۱۹۵۶ تأسیس شده مسئول آماده‌سازی و اعزام ورزشکاران به بازی‌های المپیک، بازی‌های المپیک جوانان و بازی‌های پان امریکن است.